# Bilhorod-Dnistrovskyi (huyện)
Huyện Bilhorod-Dnistrovskyi (tiếng Ukraina: Білгород-Дністровський район, chuyển tự: Bilhorod-Dnistrovskyis’kyi raion) là một huyện của tỉnh Odessa thuộc Ukraina. Huyện Bilhorod-Dnistrovskyi có diện tích 1852 km², dân số theo điều tra dân số ngày 5 tháng 12 năm 2001 là 62255 người với mật độ 34 người/km2. Trung tâm huyện nằm ở Bilhorod-Dnistrovskyi.